# Frans Moonen
Frans Moonen (Venlo, 15 september 1921 – 4 juni 2002) was een Nederlands koordirigent.
Hij kwam uit een kunstzinnig gezin met vader Hubert Pieter Jozef Moonen en moeder Wilhelmina Maria Laamers. Zijn vader was dirigent en voorzanger bij het kerkkoor van de /Klaaskerk in Venlo. Broer Sef Moonen was kunstschilder, andere broers en zusters waren ook werkzaam in de muziek.
Hij legde al vroeg zijn muzikaliteit vast; hij stond op jeugdige leeftijd mee te dansen bij uitvoeringen van de fanfare. Eerste muziekopleiding volgde gedurende zijn middelbareschooltijd (ULO en gymnasium) bij Theodor Jordans, de vader van Hein Jordans. Daarna volgde een opleiding aan het Nederlands Instituut voor Kerkmuziek te Utrecht. Daarna kwam het Rotterdams Conservatorium met leraren als Willem Pijper (compositie), Hans Brandts Buys (klavecimbel), Jaap Callenbach (piano), Piet Ketting (koordirectie) en Jan Out (orkestdirectie). Ketting liet hem regelmatig invallen als dirigent van het Rotterdams Kamerorkest. Na de studie was hij in het bezit van papieren voor piano en koordirectie. Een vervolgstudie kwam tot stand bij Paul van Kempen in Siena (1952). Moonen aanvaardde vervolgens enkele functies als organist, maar wendde zich als nel tot directie van amateur– en beroepskoren. Zo stond hij voor het Toonkunstkoor Amsterdam en dat van Den Haag, van die laatste nam hij in 1979 afscheid. Ook stond hij voor de Leider Koorklasse, het Philipskoor (Eindhoven) en het Rotterdams Operakoor. Echter vanaf 1954 was hij al docent koordirectie en Gregoriaanse zang aan het Conservatorium van Amsterdam. In 1970 stapte hij over naar dezelfde functie bij het conservatorium in Den Haag.
Hij schreef vermoedelijk maar één werk, een Missa Brevia voor a-capellakoor.